# Erissoides
Erissoides là một chi nhện trong họ Thomisidae.